# Кејла
Кејла (ест. Keila jõgi) река је у Естонији која протиче северним делом земље преко територије округа Раплама и Харјума.
Свој ток започиње у тресави Лосалу недалеко од села Јуру, на северу округа Раплама. Тече у смеру севера и северозапада и након око 112 km тока улива се у Фински залив Балтичког мора. Површина басена реке Кејле је 682 km², док је просечан проток око 6,4 m³/s. Укупан пад корита је 75,1 метар или у просеку око 4,46 метара по километру тока.
На реци се налази водопад (ест. Keila juga) висине око 6 метара и ширине између 60 и 70 метара. То је трећи по висини водопад у Естонији, одмах иза водопада на Нарви и Јагали.
Река протиче кроз истоимени град.